# 里吉-勒杜克效应
里吉-勒杜克效应（英语； Righi-Leduc effect)是一種物理現象。

## 概述
沿导体的温度梯度垂直的方向加磁场，则导体在和原有温度梯度和磁场平面垂直的方向又形成一个新的温度梯度。意大利物理学家奥古托斯·里吉（1850-1920）和法国物理学家安纳托拖·勒杜克（1856-1937）于1887年几乎同时发现里吉-勒杜克效应。
产生这种效应的物理原因是导体的温度梯度的“热流”电子在磁场所产生的洛伦兹力作用下，向垂直温度梯度和磁场合成的平面方向运动，冲击晶格点阵而造成新的温度梯度；原理和霍尔效应的相似，只不过霍尔效应产生电场梯度是由于电流的电子受洛伦兹力的作用，而里吉-勒杜克效应受洛伦兹力作用的是“热流”电子。因此，里吉-勒杜克效应也可看成热霍尔效应。
里吉-勒杜克效应的大小可用里吉-勒杜克系数表示，此系数的表达式为：A(RL)=et/mc;这里，t是电子平均自由时间；e是电子所带电荷；m是电子有效质量；c是光速。A(RL)的符号由载流子的性质决定；A(RL)《0，载流子为电子；A(RL)》0，载流子为空穴。
A(RL)和霍尔常数R及电导b有近似的关系；A(RL)=Rb.